# Öreryds kyrka
Öreryds kyrka är en kyrkobyggnad som sedan 2010 tillhör Norra Hestra församling (tidigare i Öreryds församling). Den tillhör sedan 2018 Växjö stift, tidigare Skara stift. Kyrkan ligger längs Nissastigen i Gislaveds kommun.

## Historia
Kyrkan i Öreryd är nämnd i dokument 1540. Sannolikt var det en träkyrka från medeltiden. Under tiden 1681-1685 utfördes flera renoveringsarbeten. Kyrkan bestod då av långhus, kor och sakristia. En  ombyggnad utfördes 1744-1750. Kyrkan försågs med stolar 1745 och med läktare 1748.. 

## Kyrkobyggnad
Den timrade kyrkan restes av byggmästare Jon Andersson från Åsenhöga och invigdes 1750. Den gamla klockstapeln flyttades 1763 till västgaveln och blev stomme till ett torn. Från början var fasaderna rödfärgade och taket spånklätt. I början av 1800-talet fick byggnaden en mera nyklassicistisk framtoning med vitmålad locklistpanel, som ville ge intryck av stenkyrka. Tornet kröns av en sluten lanternin. 
Den ljusa interiören är välbevarad och utpräglat gustaviansk. Det breda långhuset täcks av ett flackt vitt brädvalv och väggarna pappspändes och indelades med pilastrar. De gamla bemålade takbrädorna har återanvänts som väggpanel i vapenhuset. Läktarbröstningen har naiva allmogemålningar av apostlarna utförda av häradsmålaren Olof Berggren vid byggnadstiden. 

## Inventarier
- Predikstolen är från 1806, skuren av Sven Nilsson Morin.
- Nästan 40 år tidigare gjorde samme Morin altaruppsatsen.
- Dopfunt av trä inköptes 1940 av Vaggeryds Möbelfabrik.
- Under läktaren förvaras en tidigmedeltida gravhäll.
- Tavla från 1700-talet föreställande Treenigheten är sannolikt utförd av Detlef Ross. Skänktes till kyrkan 1769.
- Lillklockan från 1608 stöptes om 1830 i Jönköping. En andra kyrkklocka inköptes 1734 och stöptes om i Jönköping 1817.

### Orgel
- I början av 1860-talet insattes ett orgelverk av klockaren och orgelbyggaren J. Andersson, Bondstorp, efter anmodan från församlingen. Det hade inköpts hos löjtnant Gabriel Cornelius Hall (1796-1883) i Gränna där det nedtogs av Andersson.[3] 1889 köptes det av fabrikören J. E. Almén i Öreryd för 200 kr. (i dåtidens valutavärde) för att skänka den till sin födelsebygds kyrka i Våthult.[4]
- 1889 byggdes en orgel med 7 stämmor med en manual av E. A. Setterquist & Son, Örebro. Där var även tillagt oktav-  och forte- och pianokoppel som möjliggjorde variationer som på en två-manualig orgel. Den blev avsynad 9 november.[5] Den blev invigd söndagen 24 november 1889 av kyrkoherden Gustaf Frigell (1836-1918).[4]
- Ett nytt mekaniskt verk från Västbo Orgelbyggeri installerades 1974. Det har tio stämmor fördelade på manual och pedal.[6] Ljudande fasaden från 1889 års orgel används.

## Bilder

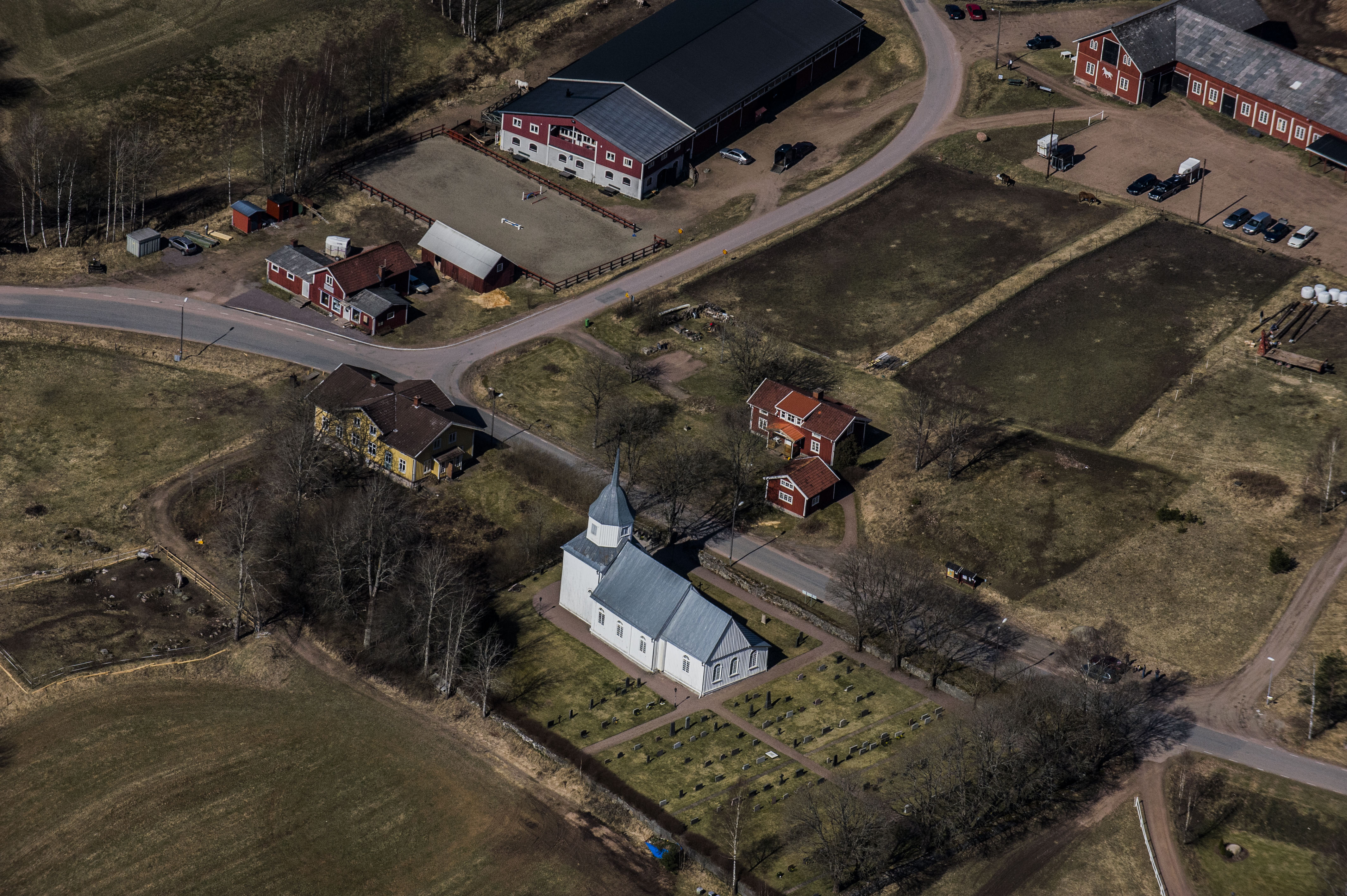
Kyrkan i landskapet
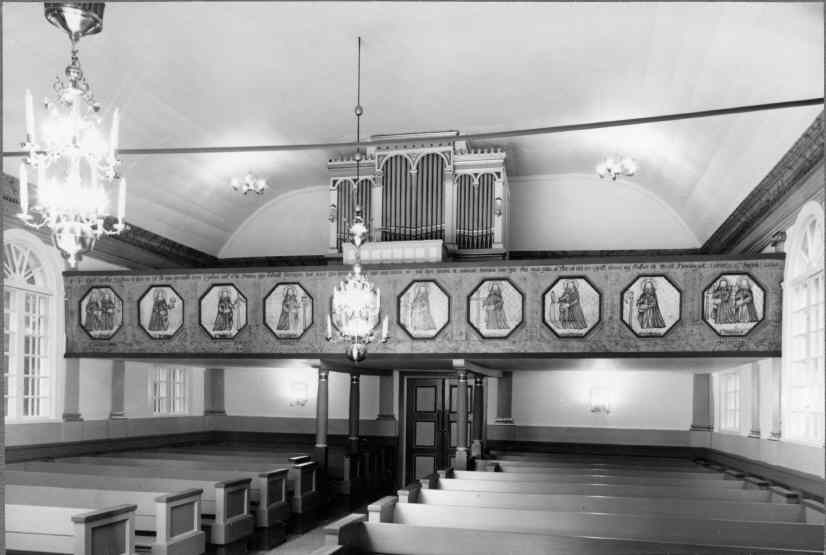
Interiör mot orgelläktaren
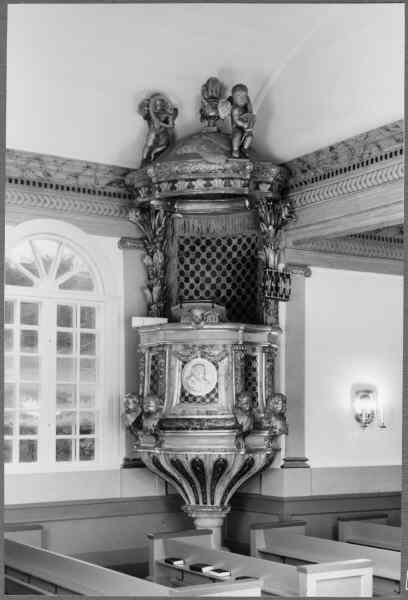
Predikstolen
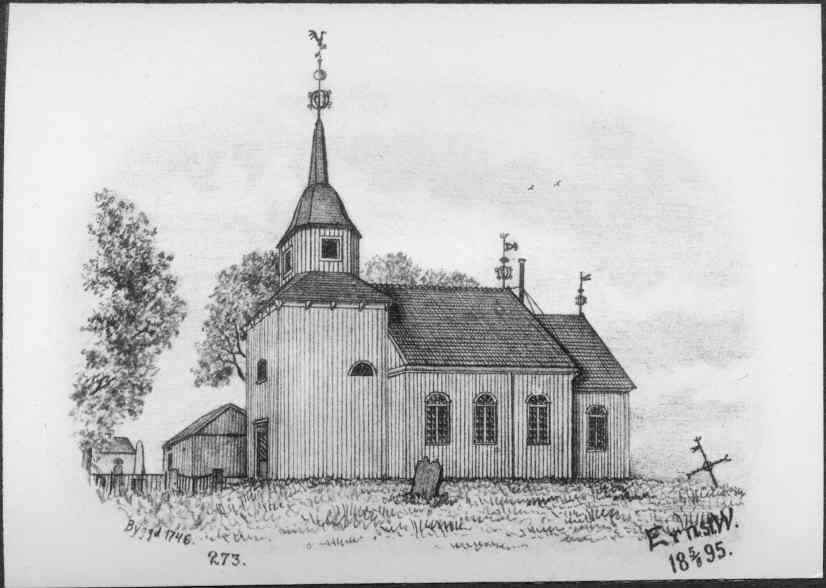
Kyrkan på teckning från 1895